# Giro de Lombardía 1931
El Giro de Lombardía 1931 fue la 27.ª edición del Giro de Lombardía. Esta carrera ciclista organizada por La Gazzetta dello Sport se disputó el 25 de octubre de 1931 con salida y llegada a Milán después de un recorrido de 234 km.
Alfredo Binda (Legnano-Hutchinson) gana per cuarta vez la prueba. Detrás de él quedaron sus compatriotas Michele Mara (Bianchi-Pirelli) y Giovanni Firpo (Gloria-Hutchinson).

## Desenvolupament
La prueba se comenzó a decidir a la subida de Madonna del Ghisallo. Learco Guerra pincha en su inicio y Binda lo aprovecha para atacar. Pero será Remo Bertoni quien corone primero y en solitario seguido de Luigi Marchisio. Antes de Como se unen dos corredores pero Marchisio se queda sin fuerzas dejando Bertoni en solitario al frente de la carrera hasta ser atrapado por Binda que le dejará atrás para ganar en solitario con más de dieciocho minutos de ventaja.

## Clasificación general
| Posición | Ciclista          | Equipo             | Tiempo     |
| -------- | ----------------- | ------------------ | ---------- |
| 1        | Alfredo Binda     | Legnano-Hutchinson | 8h 29' 00" |
| 2        | Michele Mara      | Bianchi-Pirelli    | + 18' 33"  |
| 3        | Giovanni Firpo    | Gloria-Hutchinson  | m. t.      |
| 4        | Luigi Marchisio   | Legnano-Hutchinson | m. t.      |
| 5        | Alfredo Bovet     | Bianchi-Pirelli    | m. t.      |
| 6        | Allegro Grandi    | Bianchi-Pirelli    | m. t.      |
| 7        | Agostino Bellandi | Individual         | + 24' 00"  |
| 8        | Gugliemo Marin    | Touring-Pirelli    | + 25' 30"  |
| 9        | Theo Heimann      | Individual         | m. t.      |
| 10       | Antonio Pesenti   | Individual         | + 30' 00"  |